# Reichsautobahn Berlin–Königsberg
Reichsautobahn Berlin–Königsberg war die offizielle Bezeichnung für ein teilweise realisiertes Reichsautobahnprojekt in den 1930er und 1940er Jahren. Die Autobahn musste u. a. über den polnischen Korridor geführt werden, welcher ein Hindernis darstellte. Die zweibahnige Autobahn-Strecke von Berlin bis Stettin (heutige A 11/A 6) war ab 1936 durchgehend befahrbar, in Ostpreußen wurde 1938 der einbahnige Abschnitt von Elbing bis Königsberg eröffnet. Dort endete sie an der Reichsstraße 128, einige Kilometer vor der Pregelbrücke Palmburg – einst Deutschlands größte Stahlbeton-Balkenbrücke.
Nach dem Zweiten Weltkrieg lagen die Teilstücke auf den Gebieten der SBZ bzw. DDR, der Volksrepublik Polen und des Kaliningrader Gebietes der Russischen SFSR der Sowjetunion.

## Geschichte
Die Massenmotorisierung späterer Jahrzehnte war noch nicht absehbar, als bereits im März 1926 von der „Studiengesellschaft für Automobilstraßenbau (STUFA)“ (später HaFraBa) ein „Vorentwurf zu einem Kraftwagenstraßennetz Deutschlands“ vorgestellt wurde, der im ersten Ausbauabschnitt ein Netz von über 10.630 km Länge vorsah. Dabei wurden auch Straßen im benachbarten Ausland gestrichelt dargestellt (durch Österreich, die Tschechoslowakei und Polen). Metropolen wie Wien oder Prag wurden eingebunden, andererseits aber auch Trassen mit Transitcharakter vorgesehen, die weniger den Gegebenheiten der jeweiligen Länder entsprachen als vielmehr deutschen Bedürfnissen. So wurden auf polnischem Gebiet zwei West-Ost-Verbindungen eingezeichnet, einmal über Posen, einmal weiter nördlich im polnischen Korridor.
Eine Verbindung von der West- zur Ostgrenze des Deutschen Reichs, die auch Berlin und Königsberg verband, wurde 1932 als Fernverkehrsstraße (FVS) 1 ausgewiesen (ab 1934 Reichsstraße 1). Nach der NS-Machtübernahme 1933 wurde die Idee des Autobahnbaus aufgenommen und die zu schaffenden Reichsautobahnen als „Straßen des Führers“ propagiert, obwohl der Grad der Motorisierung in Deutschland, nicht zuletzt durch die Weltwirtschaftskrise bedingt, weiterhin sehr gering war. Der Bevölkerung wurde jedoch der KdF-Wagen als ein bezahlbares Automobil in Aussicht gestellt, zudem sollte der Kraftomnibus-Verkehr der Reichsbahn die Autobahn nutzen. Bereits im September 1933 wurde der Plan für ein Autobahngrundnetz vorgelegt, das auch die „Hauptlinie C“ enthielt, die nicht nur Nürnberg über Bayreuth und Leipzig mit der Hauptstadt verbinden sollte, sondern auch die Strecke Berlin–Stettin–Königsberg einbezog.
Die polnische Regierung lehnte den Bau einer neuen Trasse für den Transitverkehr nach Ostpreußen stets ab, sowohl über das polnische Territorium im Korridor als auch über das Gebiet der Freien Stadt Danzig, wo Polen und der Völkerbund weitgehende Mitspracherechte hatten. Insgeheim wurde jedoch seit 1935 an dem Problem der Autobahnverbindung Stettin–Ostpreußen auch über das Gebiet des Freistaates Danzig gearbeitet, und die Planungen waren bereits 1936 abgeschlossen. Dabei wurde der engste Abschnitt des Korridors zwischen Bütow in Pommern sowie der westlichsten Ausdehnung des Danziger Gebiets bei Mariensee für den Verlauf der Transittrasse gewählt. Die Trassierung hatte sich auch an den dortigen Gewässern zu orientieren.
Eine Karte mit dem 6900 km umfassenden Grundnetz der Reichsregierung vom Mai 1934 sowie mit den 1935 fertigzustellenden Fahrbahndecken wurde zum Tag der Arbeit am 1. Mai 1935 veröffentlicht. Darin waren die Abschnitte Berlin–Stettin sowie Elbing–Königsberg als im Bau befindlich markiert, wovon die Teilstrecke Bernau–Angermünde sowie ein Stück bei Königsberg noch 1935 befahrbar werden sollten. Durch Pommern war eine relativ schematische und geradlinige Trasse über Labes, Polzin, Bublitz und Bütow sowie nach der Lücke im Korridor im Danziger Gebiet bis Elbing verzeichnet.

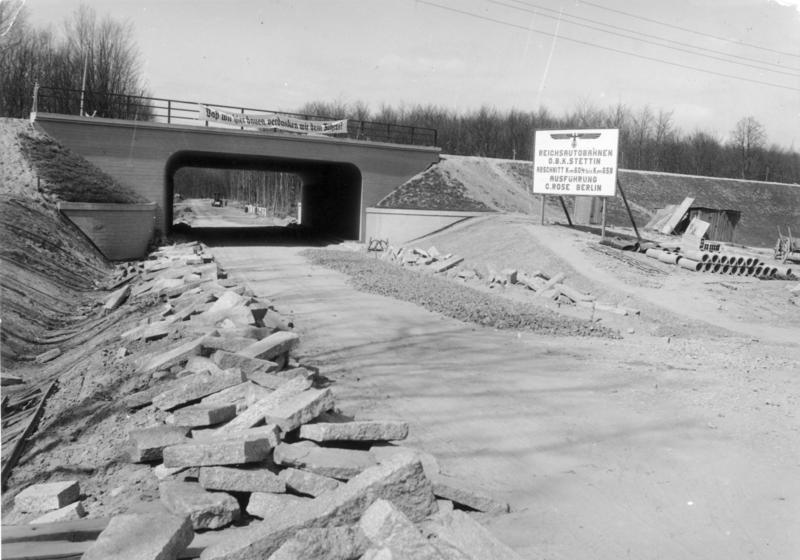
Reichsautobahn zwischen Joachimsthal und Pfingstberg (April 1936)

Wegweiser zur Reichsautobahn Berlin–Königsberg. Die amtliche Farbgebung wurde der damals aktuellen Farbkarte RAL 840 B 2 entnommen.

Zunächst wurden 1935 die Arbeiten auf der Strecke Berlin–Stettin vergeben, sodass am 4. April 1936 der Abschnitt Stettiner Dreieck bis Joachimsthal und am 27. September 1936 das Teilstück bis Stettin-Süd zweibahnig fertiggestellt wurde. Nach der Fertigstellung der Oderbrücken bei Stettin wurde der Abschnitt bis zur Anschlussstelle Hornskrug/Bäderstraße am 31. Juli 1937 dem Verkehr übergeben.
Innerhalb Ostpreußens wurde die Autobahn von Elbing bis Königsberg durchgehend einbahnig in den Jahren 1936 bis 1938 fertiggestellt.
Eine Karte vom 15. August 1938 weist aus, dass die geplante Trasse der Reichsautobahn Stettin–Königsberg sowohl in Pommern als auch im Danziger Gebiet konkretisiert wurde und meist südlicher als bis dahin vorgesehen verlief.
Nach der sogenannten Zerschlagung der Rest-Tschechei durch Deutschland im März 1939 sowie dem Anschluss des Memellandes wurden die Forderungen Hitlers nach einer exterritorialen Eisenbahn- und Autobahnverbindung durch den polnischen Korridor von Polen abgelehnt.
Obwohl am 4. August, 2. Oktober (nach dem deutschen Überfall auf Polen) und am 1. November 1939 allgemeine Bausperren für Reichsautobahnen verhängt wurden, fiel die Vergabe weiterer Arbeiten auf der Strecke Stettin–Bärwalde nicht darunter. Allerdings konnte bis zur endgültigen Einstellung der Bauarbeiten aufgrund des Kriegsverlaufs im Jahre 1942 nur noch der Abschnitt zwischen den Anschlussstellen Hornskrug/Bäderstraße und Stargard in Pommern durch die Fertigstellung der südlichen Richtungsfahrbahn dem Verkehr übergeben werden. Im Abschnitt Stargard in Pommern–Landesstraße 20 wurde erst nach dem Krieg die südliche Richtungsfahrbahn ausgebaut und die Anschlussstelle Stargard in Pommern/Freienwalde neu angelegt. Die ursprüngliche Anschlussstelle für Freienwalde war 4 km weiter östlich geplant. 
Auf der weiteren Strecke (55) bis Elfenbusch (polnisch Iwin) östlich von Bärwalde, auf dem nördlichen Abschnitt (Strecke 93) über Baldenburg bis Reinwasser (polnisch Piaszczyna) östlich von Rummelsburg, einem Teilstück zwischen Squirawen (polnisch Skwierawy) östlich von Bütow und Stendsitz nördlich von Berent und einem weiteren Abschnitt südlich von Tiegenhof zwischen den Flüssen Linawa und Schwente wurden noch Erdarbeiten und Rodungen vorgenommen sowie einzelne Brückenfundamente und Abflüsse errichtet.

## Kriegsfolgen und Kalter Krieg
Die Ostpreußische Operation (1945) wirkte sich auch auf die fertiggestellten Abschnitte der Autobahn aus. So wurde in Ostpreußen die Brücke über den Pregel, die im Zuge einer zukünftigen Umgehungsautobahn um Königsberg errichtet worden war, wegen des Vormarschs der Roten Armee von der Wehrmacht ebenso gesprengt wie die Oderbrücken bei Stettin. Später wurden diese Bauwerke von der Volksrepublik Polen und der Sowjetunion teilweise wieder errichtet.
Infolge der Beschlüsse der Teheran-Konferenz, der Konferenz von Jalta und der Potsdamer Konferenz fielen 1945 große Teile der Gebiete, über die die Reichsautobahn Berlin–Königsberg verlief bzw. verlaufen sollte, an Polen und die Sowjetunion. Nur der Abschnitt zwischen Berlin und der neuen deutsch-polnischen Grenze bei Stettin lag in der sowjetischen Besatzungszone Deutschlands. Die Schnellstraßen-Netzpläne von Polen aus den Jahren 1945, 1946 und 1963 sahen noch eine Verbindung Szczecin (Stettin)–Gdańsk (Danzig) vor, die den Planungen vor 1945 ähnelte. Der Plan aus dem Jahre 1971 enthielt zwar noch eine Schnellstraße Szczecin–Gdańsk, jedoch weiter nördlich über Koszalin (Köslin). Bereits ein Jahr später fand sich diese Verbindung im Netzplan nicht mehr. 1976 und 1985 war die Strecke wieder in den Plänen enthalten. Zu einer Realisierung kam es jedoch bis zur politischen Wende in Polen nicht.
Ähnlich verhielt es sich mit der Wiederinbetriebnahme der Strecke Elbląg (Elbing)–Kaliningrad (Königsberg). Die Grenze zwischen den ab 1945 zu Polen gehörenden Teilen Ostpreußens und der zur Sowjetunion gehörenden Oblast Kaliningrad war gesperrt, so dass die Autobahn Elbląg–Kaliningrad unterbrochen war. Die polnischen Netzpläne der Jahre 1945 und 1946 integrierten die Strecke noch in das Gesamtnetz. Im Jahre 1963 war die Strecke entfallen. Dafür sah der Plan des Jahres 1971 die Freigabe für das Jahr 2000 vor. In allen weiteren Netzplänen fehlte die Verbindung jedoch wieder.
Mit der politischen Wende und dem damit verbundenen Anstieg des Pkw-Bestandes und des Straßengüterverkehrs entstand ein Bedarf an leistungsfähigen Ost-West-Verbindungen. So sah der Netzplan des Jahres 1993 bereits wieder eine Schnellstraße Szczecin–Gdańsk–Elbląg–Kaliningrad vor.

## Gegenwart

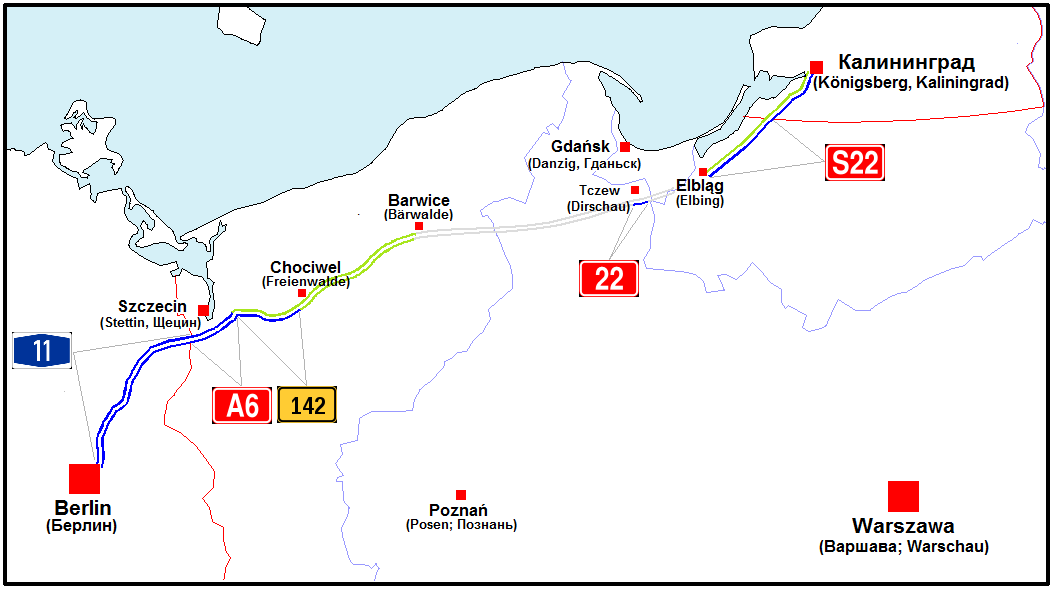
Verlauf mit Vorkriegsgrenzen (blau) und aktuellen Grenzen (rot)

Die in Deutschland gelegenen Abschnitte der Reichsautobahn Berlin–Königsberg zwischen dem Dreieck Barnim und dem Grenzübergang Pomellen/Kołbaskowo (Kolbitzow) werden heute als Bundesautobahn 11 geführt.
Der sich anschließende Abschnitt vom Grenzübergang Pomellen/Kołbaskowo bis Rzęśnica (Grünberg) ist als Autostrada A6 gewidmet. Im weiteren Verlauf bis zu ihrem vorläufigen Ende bei Chociwel/Freienwalde, wo die Straße in die DK 20 mündet, ist die Straße nur eine Halbautobahn, eine Fahrspur pro Richtung, und nicht voneinander getrennt, wobei der Damm und die Brücken allerdings für eine vollständige Autobahn ausgelegt sind. Der Abschnitt ist heute als DW 142 gewidmet.
Auf einem kleinen Teil der ehemaligen Reichsautobahn zwischen Elbląg (Elbing) und Kaliningrad (Königsberg) verläuft südlich von Elbląg die von Warschau kommende S 7 nach Gdańsk (Danzig). Der Wiederaufbau der Strecke ist auf polnischer Seite bereits vollständig abgeschlossen (S 22). Auch in der russischen Oblast Kaliningrad wird die ehemalige Autobahn wieder genutzt (R 516). Der Grenzübergang Mamonowo II–Grzechotki (Heiligenbeil–Rehfeld) zwischen Russland und Polen ist im Dezember 2010 eröffnet worden.

## Galerie

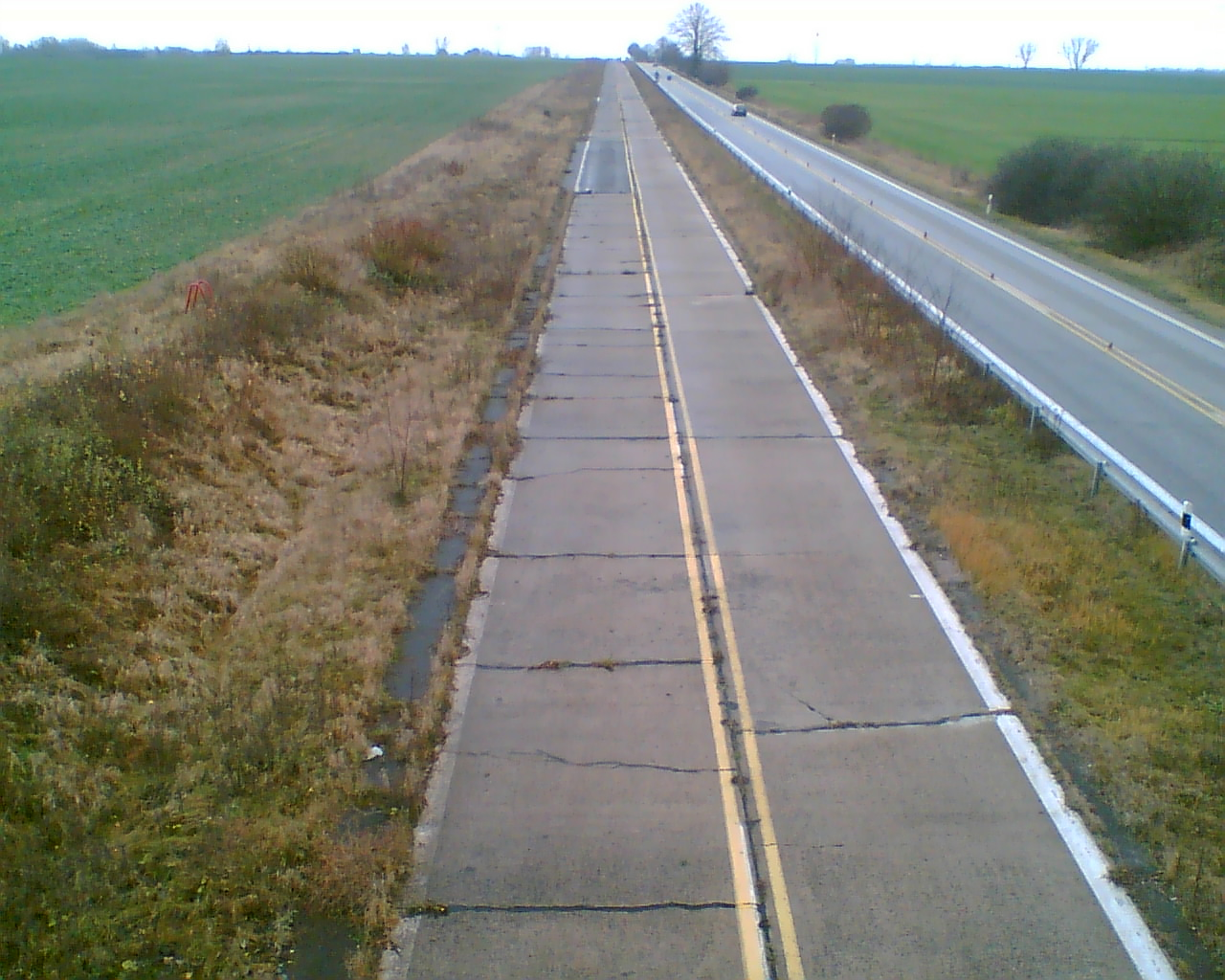
A 11 zwischen den Anschlussstellen Schmölln und Penkun 2006; deutlich zu erkennen ist die eingerissene Betondecke aus den 1930er Jahren
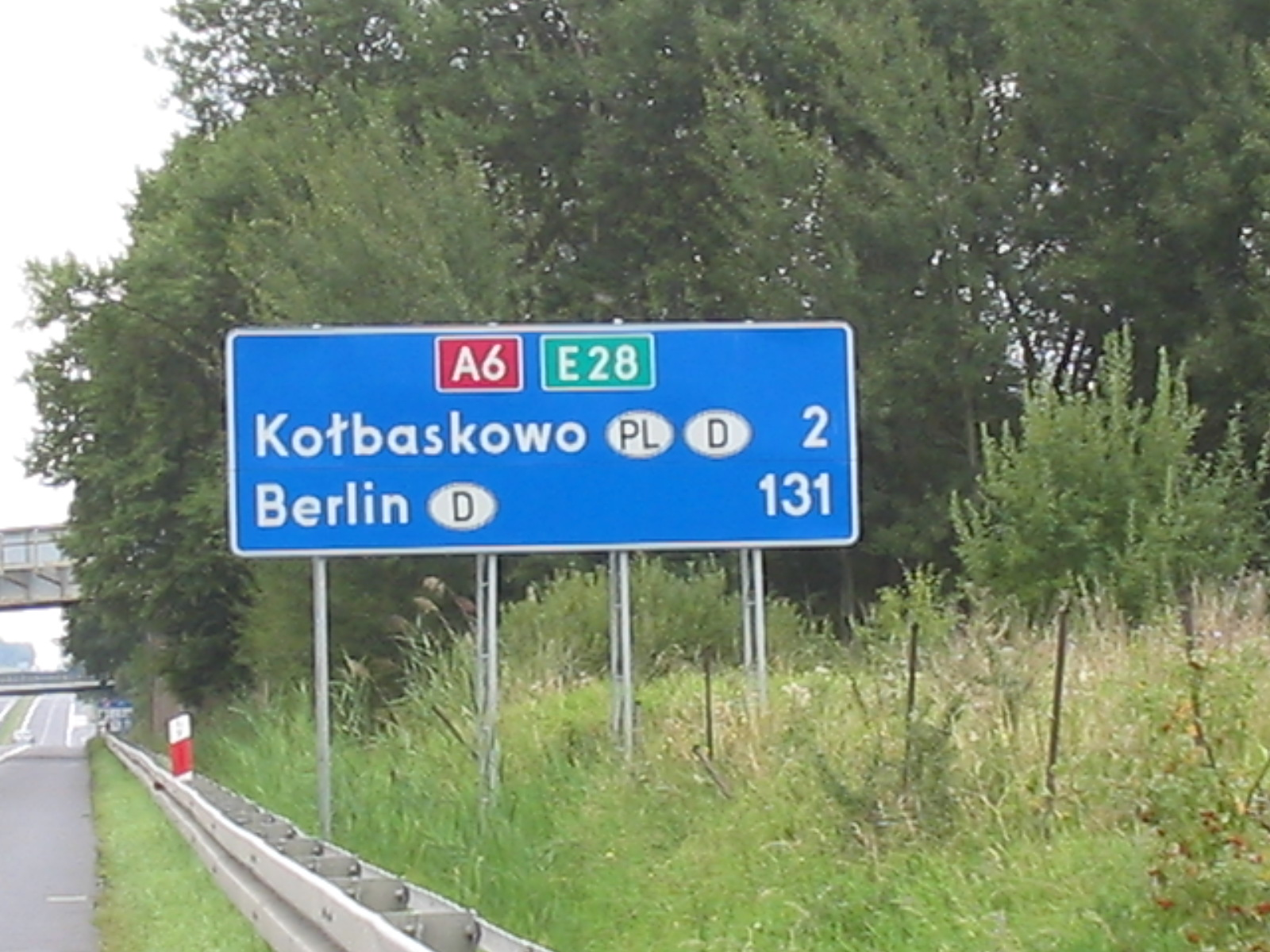
Polnische A6 in Richtung Deutschland, kurz vor der Ausfahrt Kołbaskowo (ehemals Stettin-Süd) 2005
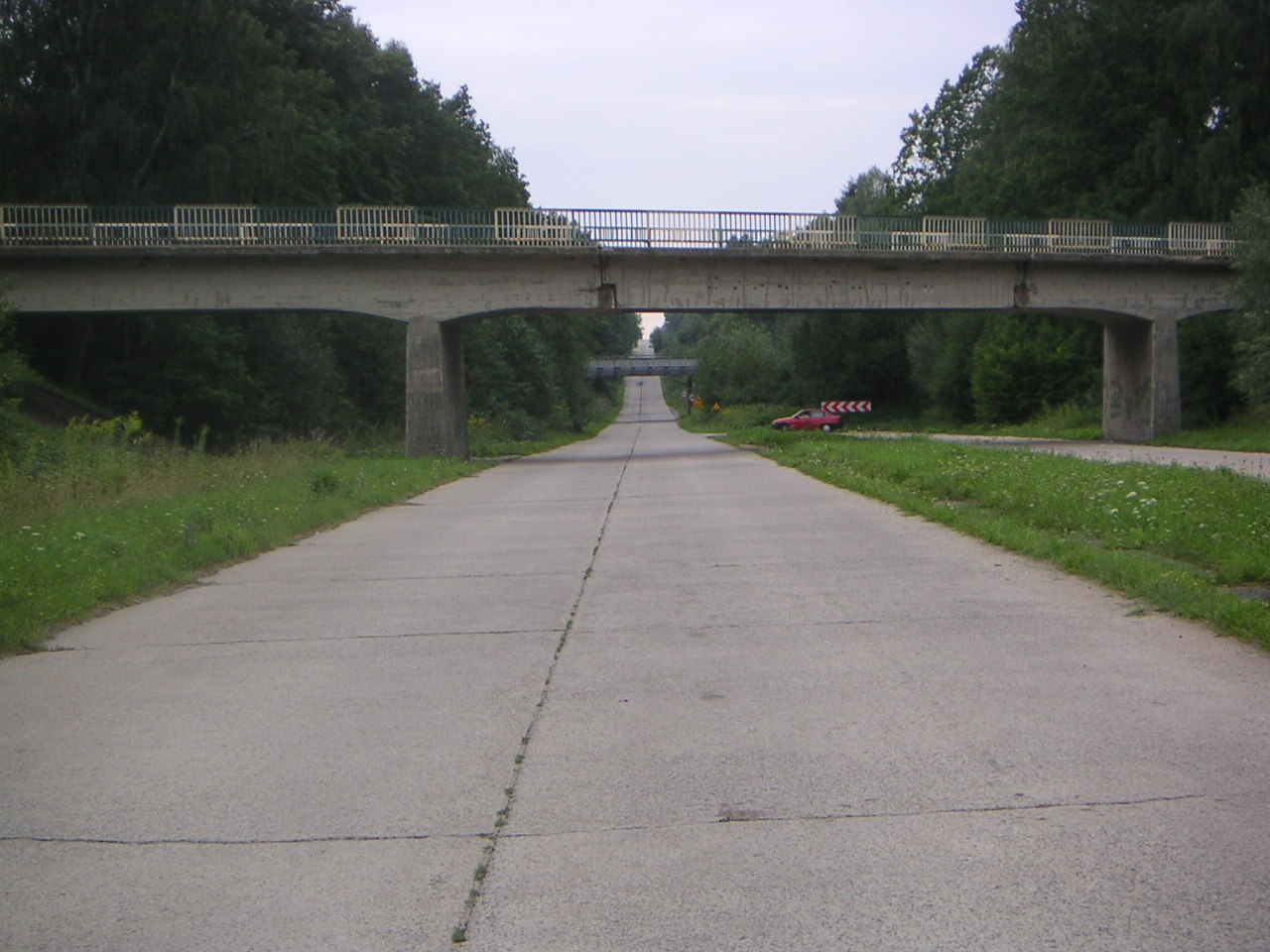
Polnische S 22 bei Braniewo (Braunsberg) 2006
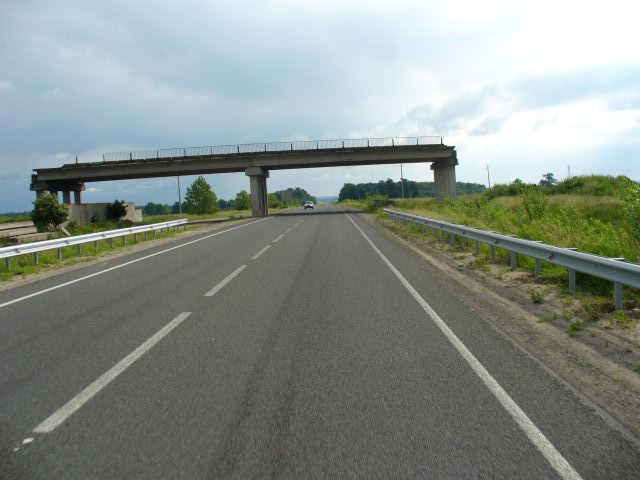
Russische R 516 bei Kornewo (Zinten) 2006 mit einer So-da-Brücke
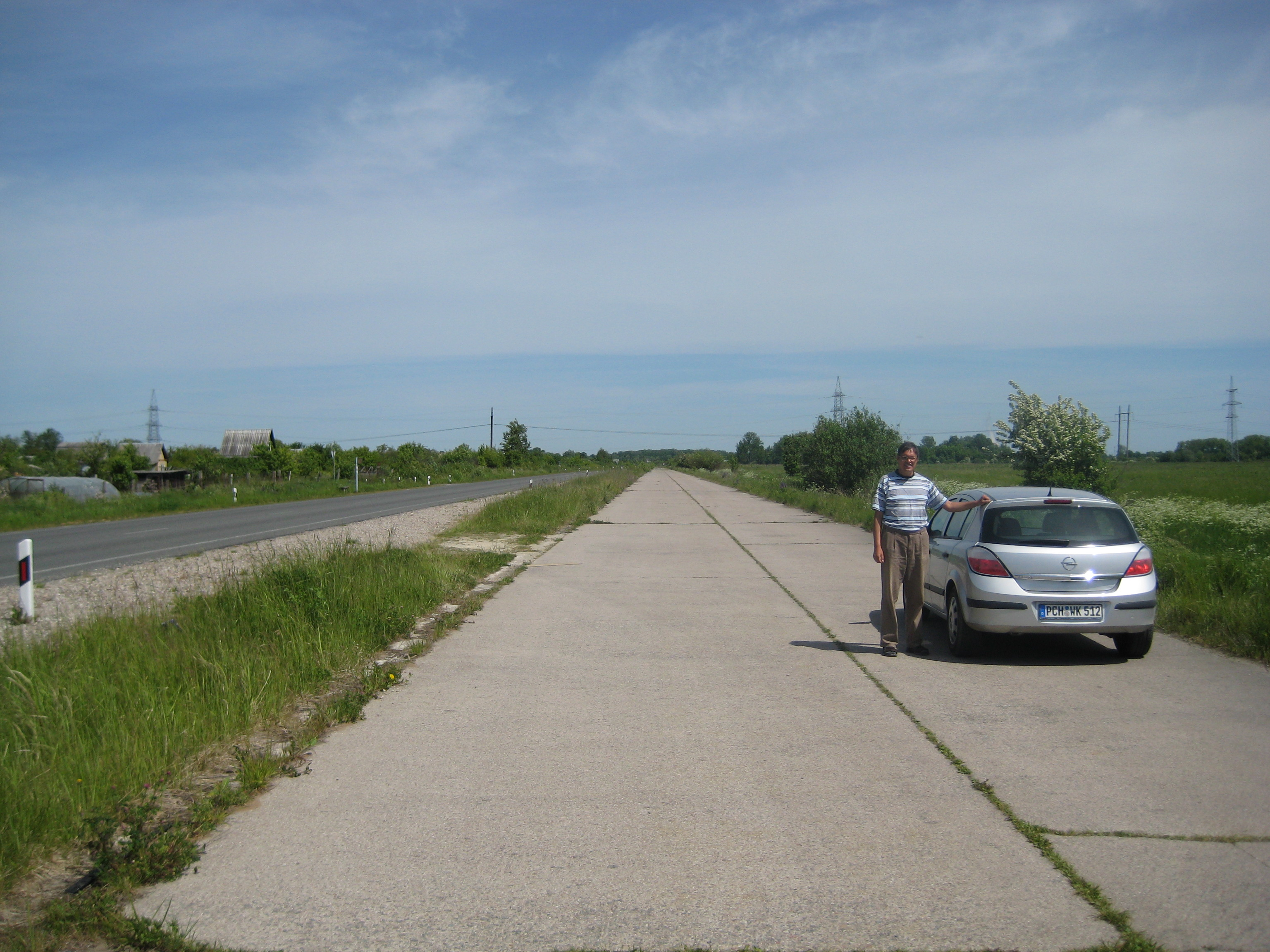
Russische R 516 kurz vor Kaliningrad (Königsberg) 2008